# Vergelijking van Pell

Vergelijking van Pell voor n = 2 en 6 van haar geheeltallige oplossingen.

De vergelijking van Pell is een diofantische vergelijking van de vorm
{\displaystyle x^{2}-ny^{2}=1},
waarin {\displaystyle n} een niet-kwadratisch geheel getal is en {\displaystyle x} en {\displaystyle y} gehele getallen zijn. Op triviale wijze lossen {\displaystyle x=1} en {\displaystyle y=0} deze vergelijking natuurlijk altijd op, maar dat is niet waarom het gaat. Lagrange bewees dat voor alle natuurlijke getallen {\displaystyle n} die geen perfect kwadraatgetal zijn, er toch een {\displaystyle x} en een {\displaystyle y>0} bestaan, die voldoen aan de vergelijking van Pell. Er bestaat zelfs een oneindig aantal van dergelijke oplossingen voor deze vergelijking. Deze oplossingen leveren goede rationale benaderingen van de vorm {\displaystyle x/y} voor de vierkantswortel van {\displaystyle n}. 
De naam van deze vergelijking kwam voort uit de onterechte toeschrijving door Leonhard Euler, die de eerste bestudering van de vergelijking toeschreef aan de Engelse wiskundige John Pell. Euler was zich bewust van het werk van William Brouncker, de eerste Europese wiskundige die een algemene oplossing voor de vergelijking vond, maar blijkbaar verwarde hij Brouncker met Pell. De vergelijking werd voor het eerst uitgebreid bestudeerd in het klassieke India, te beginnen met Brahmagupta, die de chakravala-methode ontwikkelde, om de vergelijking van Pell en andere onbepaalde kwadratische vergelijkingen in 628 in zijn Brahmasphuta-siddhanta op te lossen, dit ongeveer duizend jaar voor de tijd, waarin Pell en Brouncker leefden. Zijn Brahmasphuta-siddhanta werd in 773 in het Arabisch vertaald. Van daaruit kwam er in 1126 een vertaling in het Latijn. Bhāskara II, in de 12e eeuw en Narayana, in de 14e eeuw vonden beide algemene oplossingen voor de vergelijking van Pell en andere onbepaalde kwadratische vergelijkingen. Oplossingen voor specifieke voorbeelden van de vergelijking van Pell, zoals de Pellgetallen, die voortvloeien uit de oplossing van de vergelijking met {\displaystyle n=2}, waren al duizend jaar eerder, in de tijd van Pythagoras in het Oude-Griekenland en in een vergelijkbaar tijdvak in India, bekend.

## Geschiedenis
De vergelijking van Pell werd reeds rond 400 v.Chr. in India en Griekenland bestudeerd. Men was vooral geïnteresseerd in de vergelijking 
{\displaystyle x^{2}-2y^{2}=1}
vanwege de verbinding met de vierkantswortel van twee. Sterker nog, als {\displaystyle x} en {\displaystyle y} gehele getallen zijn die voldoen aan deze vergelijking, dan is {\displaystyle x/y} een benadering van √2. Baudhayana ontdekte bijvoorbeeld dat {\displaystyle x=17,\,y=12} en {\displaystyle x=577,\,y=408} twee oplossingen zijn voor de vergelijking van Pell en geeft ook een zeer dichte benadering voor de vierkantswortel van 2. 
Later gebruikte Archimedes een soortgelijke vergelijking om de vierkantswortel van drie te benaderen en vond 1351/780. 
Rond 250 n.Chr. creëerde Diophantus een andere vorm van de vergelijking van Pell:
{\displaystyle a^{2}x^{2}+c=y^{2}}
Hij loste deze vergelijking op voor {\displaystyle a=1} en {\displaystyle c=-1,\,1} en {\displaystyle 12}, en ook voor {\displaystyle a=3} en {\displaystyle c=9}. 
Brahmagupta creëerde een algemene manier om de vergelijking van Pell op te lossen die bekendstaat als de chakravalamethode. Alkarkhi werkt aan soortgelijke problemen als Diophantos, en Bhāskara I creëerde een manier om nieuwe oplossingen voor de vergelijking van Pell af te leiden uit een al bekende oplossing. E. Strachey publiceerde in 1813 het werk van Bhāskara I in het Engels. 
De algemene theorie van de pellvergelijkingen, gebaseerd op kettingbreuken en algebraïsche manipulaties met getallen van de vorm {\displaystyle P+Q{\sqrt {a}},} werd in 1766-1769 ontwikkeld door Lagrange.

## Voetnoten
1. ↑  (fr)  Solution d'un problème d'arithmetique, in Oeuvres (Werken), T.1, 671-732